# Ibidoecus bisignatus
Ibidoecus bisignatus är en insektsart som först beskrevs av Nitzsch in Giebel 1866.  Ibidoecus bisignatus ingår i släktet Ibidoecus och familjen fjäderlöss. Inga underarter finns listade i Catalogue of Life.